# Вондрачек, Радек
Радек Вондрачек (чеш. Radek Vondráček; род. 30 декабря 1973, Кромержиж) — чешский политик и юрист, в период с ноября 2017 года по октябрь 2021 был Председателем Палаты депутатов Парламента Чехии, в период с января по ноябрь 2017 года был первым заместителем председателя Палаты депутатов.

## Биография
Родился 30 декабря 1973 года в Кромержиже. Окончил местную гимназию и изучал право на юридическом факультете Масарикова университета. С 2000 по 2003 год работал помощником адвоката, позднее стал работать как самостоятельный адвокат.
Женат, имеет двух детей.

## Политическая деятельность
На парламентских выборах в 2013 году, был беспартийным лидером партийного списка движения ANO 2011 в Злинском крае и был избран депутатом. 5 декабря 2013 года был избран одним из заместителей председателя Конституционно-правового комитета Палаты депутатов. После отставки своей коллеги Ярославы Покорной Ярмановой с позиции первого заместителя председателя Палаты депутатов, в январе 2017 года, был избран вместо неё.
На муниципальных выборах в 2014 году, был избран депутатом городского собрания Кромержижа. В ноябре 2017 года стал одним из заместителей мэра Кромержижа, на этой должности оставался до января 2017 года. В декабре 2017 года ушёл в отставку с поста депутата городского собрания.
На парламентских выборах в 2017 году, был лидером партийного списка ANO 2011 в Злинском крае и был переизбран депутатом. В ноябре 2017 года был избран председателем Палаты депутатов Чехии.
На муниципальных выборах в 2018 году, принял участие в выборах в городское собрание Кромержижа на последнем месте партийного списка ANO 2011, однако не был избран.
В октябре 2018 года совершил парламентский визит в Москву, где встретился со спикером Госдумы Вячеславом Володиным и спикером Совета Федерации Валентиной Матвиенко. Оппозиционные партии критиковали подобный визит, а глава комитета по иностранным делам Ян Липавский заявил, что воспринимает зарубежную поездку Вондрачка в Россию как «какую-то вершину его некомпетентных действий».
В феврале 2019 года был избран одним из заместителей председателя движения ANO 2011.
29 сентября 2020 года вместе с другими государственными деятелями призвал Азербайджан и Армению прекратить войну в Нагорном Карабахе.
На парламентских выборах в 2021 году, был лидером партийного списка ANO 2011 в Злинском крае и был переизбран депутатом.
В феврале 2022 года на партийном съезде вновь был избран заместителем председателя ANO 2011.
На муниципальных выборах в 2022 году, принял участие в выборах в городское собрание Кромержижа на девятом месте партийного списка ANO 2011, и был избран благодаря преференциальным голосам.